# Heraklion Kastro-Murcia/Saison 2010
Dieser Artikel listet Erfolge und Mannschaft des Radsportteams Heraklion Kastro-Murcia in der Saison 2010 auf.

## Erfolge in der Continental Tour
| Datum         | Rennen                                             | Kat. | Fahrer                   |
| ------------- | -------------------------------------------------- | ---- | ------------------------ |
| 6. Mai        | 4. Etappe Azerbaïjan Tour                          | 2.2  | Rafael Serrano           |
| 15. Juni      | 1. Etappe Tour de Beauce                           | 2.2  | Rafael Serrano           |
| 20. Juni      | 6. Etappe Tour de Beauce                           | 2.2  | Héctor González          |
| 25. Juni      | Griechische Meisterschaft – Einzelzeitfahren (U23) | NC   | Polychronis Tzortzakis   |
| 30. Juni      | 1. Etappe Vuelta a Venezuela                       | 2.2  | Óscar García-Casarrubios |
| 9. Juli       | 10. Etappe Vuelta a Venezuela                      | 2.2  | Javier Chacón            |
| 6. August     | Prolog Tour de la Guadeloupe                       | 2.2  | Francisco Mancebo        |
| 11. August    | 5. Etappe Tour de la Guadeloupe                    | 2.2  | Héctor González          |
| 6.–15. August | Gesamtwertung Tour de la Guadeloupe                | 2.2  | Francisco Mancebo        |

## Zugänge – Abgänge
| Zugänge                       | Team 2009                     | Abgänge                          | Team 2010              |
| ----------------------------- | ----------------------------- | -------------------------------- | ---------------------- |
| Héctor González               | Fuji-Servetto                 | Alex Coutts                      | Giant Asia Racing Team |
| Óscar García-Casarrubios      | Contentpolis-AMPO             | Neofytos Sakellaridis-Mangouras  | SP Tableware           |
| Rafael Serrano                | Contentpolis-AMPO             | Christoph Springer               | SP Tableware           |
| Jaume Rovira                  | Andorra-Grandvalira           | Martin Graschew                  | Cycling Team Nessebar  |
| Georgios Tzortzakis           | SP. Tableware-Gatsoulis Bikes | Spas Gjurow                      | Cycling Team Nessebar  |
| Javier Chacón                 | Contentpolis-Murcia (2008)    | Martin Mihow                     | Cycling Team Nessebar  |
| Konstantinos Efstathiou       | Neoprofi                      | Stanislaw Saralijew              | Cycling Team Nessebar  |
| Salvador Guardiola            | Neoprofi                      | Iwajlo Gabrowski                 | Unbekannt              |
| Kostas Konstantinidis         | Neoprofi                      | Markos Mavroudis                 | Unbekannt              |
| Iván Martínez                 | Neoprofi                      | Apostolos Mpouglas               | Unbekannt              |
| Alexandro Papaderos           | Neoprofi                      | Peter Panajotow                  | Unbekannt              |
| Polychronis Tzortzakis        | Neoprofi                      | Henrik Wolter                    | Unbekannt              |
| Francisco Mancebo (ab 01.06.) | Rock Racing                   | Georgios Tzortzakis (bis 31.07.) | Unbekannt              |

## Mannschaft
| Name                     | Geburtstag        | Nationalität |
| ------------------------ | ----------------- | ------------ |
| Fotis Antonarakis        | 2. August 1987    | Griechenland |
| Apostolos Bouglas        | 16. März 1989     | Griechenland |
| Georgios Bouglas         | 17. November 1990 | Griechenland |
| Javier Chacón            | 29. Juli 1985     | Spanien      |
| Konstantinos Efstathiou  | 24. Januar 1991   | Griechenland |
| Óscar García-Casarrubios | 7. Juni 1984      | Spanien      |
| Héctor González          | 16. März 1986     | Spanien      |
| Salvador Guardiola       | 5. September 1988 | Spanien      |
| Kostas Konstantinidis    | 8. Februar 1985   | Griechenland |
| Francisco Mancebo        | 9. März 1976      | Spanien      |
| Iván Martínez            | 8. September 1985 | Spanien      |
| Georgios Melas           | 3. August 1990    | Griechenland |
| Alexandros Papaderos     | 31. Oktober 1991  | Griechenland |
| Stavros Papadimitrakis   | 1. Januar 1979    | Griechenland |
| Jaume Rovira             | 3. November 1979  | Spanien      |
| Rafael Serrano           | 15. Juli 1987     | Spanien      |
| Polychronis Tzortzakis   | 3. Januar 1989    | Griechenland |